# Alone (álbum)
Alone ("Solo") es el octavo álbum de la carrera de Modern Talking y el segundo en ser lanzado al mercado luego de su reunión en 1998. Es editado a fines de ese mismo año bajo el sello BMG Berlin Musik y producido y arreglado por Dieter Bohlen y coproducido por Luis Rodriguez. De este álbum se estrenaron dos sencillos, You Are Not Alone (No Estás Sola), y Sexy, Sexy Lover (Sexy, Sexy Amante).

## Créditos
- Música: Dieter Bohlen (1-9, 11-15 y 17), Thomas Anders (10 y 16)
- Letra: Dieter Bohlen (1-9, 11, 14, 15 y 17), Thomas Anders (10, 12, 13 y 16)
- Arreglos: Dieter Bohlen
- Teclados: Amadeus Crotti, Thorsten Brötzmann, Lalo Titenkov y Jerry Ropero
- Producción: Dieter Bohlen
- Coproducción: Luis Rodriguez
- Publicación: Warner Chappell/Blue Obsession Music (1-9, 11, 14 y 15); Thomas Anders Music/Sony Music Publishing/ATV Germany (10 y 16); Warner Chappell/Blue Obsession Music/Thomas Anders Music/Sony Music Publishing/ATV Germany (12 y 13); y Hanseatic (17)
- Distribución: BMG Records
- Dirección de Arte: Ronald Reinsberg
- Diseño de Portada: Ronald Reinsberg
- Foto de Portada: Gabo
- Fotos de Interiores: Manfred Esser

## Lista de canciones
| #   | Título                                                   | Tiempo |
| --- | -------------------------------------------------------- | ------ |
| 1.  | "You Are Not Alone" (Dieter Bohlen)                      | 3:41   |
| 2.  | "Sexy, Sexy Lover" (Dieter Bohlen)                       | 3:33   |
| 3.  | "I Can't Give You More" (Dieter Bohlen)                  | 3:41   |
| 4.  | "Just Close Your Eyes" (Dieter Bohlen)                   | 4:17   |
| 5.  | "Don't Let me Go" (Dieter Bohlen)                        | 3:20   |
| 6.  | "I'm So Much In Love" (Dieter Bohlen)                    | 3:53   |
| 7.  | "Rouge Et Noir" (Dieter Bohlen)                          | 3:14   |
| 8.  | "All I Have" (Dieter Bohlen)                             | 4:20   |
| 9.  | "Can't Get Enough" (Dieter Bohlen)                       | 3:35   |
| 10. | "Love Is Like A Rainbow" (Thomas Anders)                 | 3:58   |
| 11. | "How You Mend A Broken Heart" (Dieter Bohlen)            | 4:14   |
| 12. | "It Hurts So Good" (Dieter Bohlen y Thomas Anders)       | 3:22   |
| 13. | "I'll Never Give You Up" (Dieter Bohlen y Thomas Anders) | 3:26   |
| 14. | "Don't Let Me Down" (Dieter Bohlen)                      | 3:57   |
| 15. | "Taxi Girl" (Dieter Bohlen)                              | 3:09   |
| 16. | "For Always And Ever" (Thomas Anders)                    | 3:22   |
| 17. | "Space Mix Feat. Eric Singleton" (Dieter Bohlen)         | 17:14  |

## Charts
| Chart (1999)    | Máxima Posición |
| --------------- | --------------- |
| Alemania        | 1               |
| Argentina       | 1               |
| Austria         | 2               |
| Corea del Sur   | 9               |
| Eslovaquia      | 15              |
| España          | 13              |
| Estonia         | 1               |
| Finlandia       | 4               |
| Francia         | 11              |
| Grecia          | 6               |
| Hungría         | 1               |
| Malasia         | 8               |
| Noruega         | 9               |
| Polonia         | 4               |
| República Checa | 2               |
| Sudáfrica       | 17              |
| Suecia          | 5               |
| Suiza           | 3               |
| Taiwán          | 9               |
| Turquía         | 1               |

- Datos: Q1956318